# ド・レ・ミ
「ド・レ・ミ」（Do Re Mi）は、ニルヴァーナの楽曲である。

## 概要
1994年に制作され、ボックス・セットの『ウィズ・ザ・ライツ・アウト』に収録される2004年まで発表されなかった。ボックス・セット収録のヴァージョンは、1994年3月にカート・コバーン自ら制作したホーム・デモによる。この曲は、ME and I IV の名でも知られる。コートニー・ラブが偶然見つけた紙のビラにあったもので、歌詞のいくつかの部分はそのビラに記録された。
チャールズ・R・クロス著の伝記『Heavier Than Heaven』によると、少なくとも曲の一部分は、コバーン、アーランドソン、パット・スメアにより1994年3月に演奏されたデモであることが確実である。コバーン自ら、何度もニルヴァーナ解散の意図を、そうでなければともかく違うミュージシャンと共にこのデモのドラムス音の仕事をすることを表明したという。
ボックス・セットの『ウィズ・ザ・ライツ・アウト』のアコースティック・ヴァージョンは、曲の終わりに彼の妻コートニー・ラブの絶え間ないお喋りを聴くことが出来る。つまりこのヴァージョンは個人的なもので、少数の内輪の人間が聴くためのものなのである。